# 欽ちゃん劇団
欽ちゃん劇団（きんちゃんげきだん）は、萩本欽一によりお笑い芸人や俳優の後進育成を目的に結成された団体である。 運営会社は萩本企画。

## 沿革
1991年結成。コンセプトは、“実践をモットーに、毎日がオーディション”。
1991年5月旗揚げから、1993年8月にかけて4回上演している。そして1994年から1998年まで4年に渡り、浅草のショー&ビアレストラン「ロックン・ロック」にて1年365日、毎日上演していた。
現在に至るまで、研究生は数十名在籍し、かつてははしのえみやTake2が在籍していたことでも有名である。フジテレビ系「笑っていいとも!」の9代目いいとも青年隊を務めたあさりど、日本テレビ系「電波少年に毛が生えた 最後の聖戦」での回転寿司生活や「かっぱ寿司」のCMでお馴染みの杉林功、そしてNHK「爆笑オンエアバトル」「笑いがいちばん」や日本テレビ「笑点」などに出演中の時代劇ユニットカンカラ（先述の杉林も所属）が、時代劇を軸にしたコントで活躍している。

## 所属劇団員
- あさりど（浅井企画所属）
  - 堀口文宏
  - 川本成
- カンカラ
  - 入山学（2007年4月からフリーに転向　カンカラの活動は継続）
  - 杉林功
  - 石田武（2007年4月からフリーに転向　カンカラの活動は継続）
- 田中謙次
- 鈴樹志保（元カンカラメンバー 現在は女優で活躍中）
- 松井天斗（元カンカラメンバー 水戸黄門などで活躍中）

## 劇団出身者
- Take2（現・佐藤企画所属）
  - 深沢邦之
  - 東貴博
- ブカブカ
  - 泉田美夏（後の泉田珠華）
  - 橋野恵美（後のはしのえみ。現・佐藤企画所属）
  - 松田千晴
  - 渡辺恭子
- 垣花正（現・フリーアナウンサー　元・ニッポン放送アナウンサー）
- アントニオ小猪木（現・西口プロレス）
- 日野誠（スーパーアイドル）
- 佐藤美佳子（神村ひな名義でも活動。現・イエローテイル所属）

## 関係会社
- 佐藤企画